# Wutbürger
Wutbürger ist ein mediales Schlagwort, das 2010 als Neologismus in Deutschland aufkam. Der zuvor kaum verwendete Begriff wurde durch den Essay Der Wutbürger des Journalisten Dirk Kurbjuweit in Der Spiegel vom 11. Oktober 2010  geprägt.
Darin wird der Wutbürger als Angehöriger eines bürgerlichen Milieus beschrieben, der „mit der bürgerlichen Tradition“ gebrochen und der Politik die Gefolgschaft aufgekündigt habe. Wutbürger seien vornehmlich ältere und wohlhabende konservative Menschen, die mit „Wut“ und „Empörung“ auf als Willkür empfundene politische Entscheidungen reagieren würden und einen ausdauernden Protestwillen hätten.
Der Essay und das Schlagwort wurden in den Medien teils kritisch rezipiert. Wutbürger wurde zum deutschen „Wort des Jahres“ 2010 gewählt, gefolgt von Begriffen wie Stuttgart 21, Sarrazin-Gen, Cyberkrieg, WikiLeaks oder schottern.
Der Begriff Wutbürger wurde in den Duden aufgenommen und dort als „Zeitungsjargon“ für einen „aus Enttäuschung über bestimmte politische Entscheidungen sehr heftig öffentlich protestierende[n] und demonstrierende[n] Bürger“ definiert.

## Begriffsverwendung
In seinem Spiegel-Artikel vom 11. Oktober 2010 definierte Dirk Kurbjuweit den „Wutbürger“ unter Bezugnahme auf die damals aktuellen Debatten um Thilo Sarrazin und das Stuttgarter Bahnhofsprojekt Stuttgart 21 als wohlhabenden konservativen Menschen, der „nicht mehr jung“, früher gelassen und „staatstragend“, jetzt aber „zutiefst empört über die Politiker“ sei. Er breche „mit der bürgerlichen Tradition, dass zur politischen Mitte auch eine innere Mitte gehört“, wie etwa Gelassenheit. Das Verhalten des Wutbürgers sei ein Wehren gegen den Wandel; er möge nicht Weltbürger sein. Kurbjuweit sieht in beiden Debatten trotz thematischer Unterschiede „Parallelen“, da es jeweils „um Zukunftsvergessenheit“ gehe. Beide Proteste seien „Ausdruck einer skeptischen Mitte, die bewahren wolle, was sie hat und kennt, zu Lasten einer guten Zukunft des Landes“.

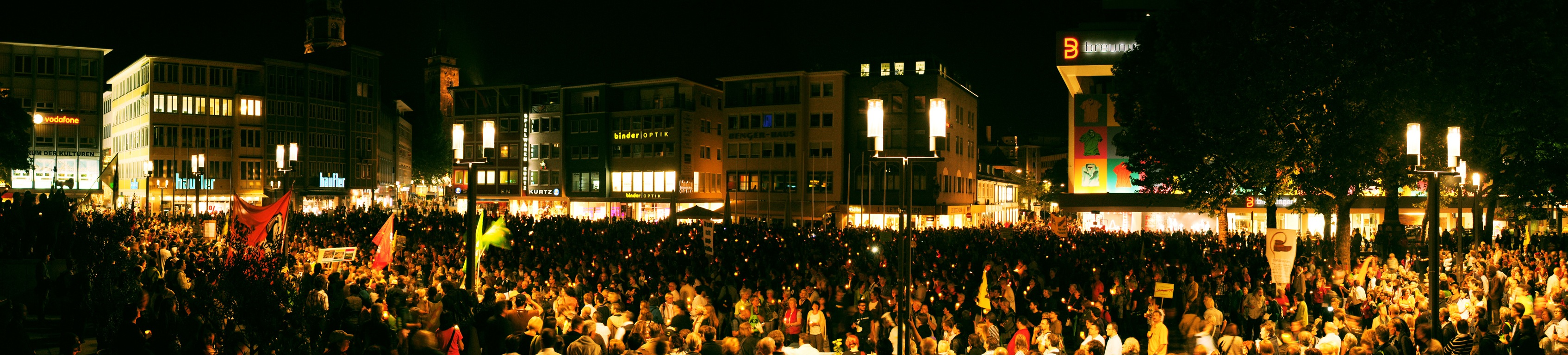
Kundgebung gegen Stuttgart 21, 13. August 2010

Kurbjuweit nahm Bezug auf einen Artikel der Süddeutschen Zeitung zu einer Lesung Sarrazins in München, in dem die Reaktion auf Kritiker von Sarrazins Thesen mit Sätzen beschrieben wurde wie: „Das gediegene Münchner Bürgertum hat sich schrecklich danebenbenommen“ – „Da wurde gezischt, gebuht und lautstark dazwischengerufen“ – „In der Münchner Reithalle herrschte ein Hauch von Sportpalast. Gutgekleidete Grauköpfe ereiferten sich nicht nur, sie geiferten.“
Kurbjuweit verglich diese Ereignisse mit den Protesten gegen Stuttgart 21, die ebenfalls von Bürgerlichen getragen würden, „darunter CDU-Wähler und Rentner.“ Auch sie triebe „die nackte Wut, auch sie brüllen und hassen.“ Ein wohlverstandenes Bürgertum zeichne sich aber durch „Contenance im Angesicht von Schwierigkeiten“ aus. Eifer gegen andere Menschen, Ethnien, Volksgruppen, Religionen „ist unziemliches Verhalten, ist unanständig“, was auch „der Satz von der Gleichheit des Menschen und das Gefühl für Menschlichkeit“ geböten. Er erkannte in den von ihm genannten Geschehnissen „Vorboten der demografisch gewandelten Gesellschaft“ und schrieb „wer alt ist, hat auch mehr Angst, Angst vor Neuem, Fremdem“. Das Bestehende solle bleiben, weil es vertraut sei und ohne Lernen bewältigt werden könne. Der „Angstbürger“ würde daher „leicht ein Wutbürger, der sich gegen alle wendet, die anders leben, anders aussehen, anders glauben“.
Der Ausdruck Wutbürger lässt sich in einigen Medien bereits seit 2007 als Bezeichnung für Mitglieder der rechtspopulistischen Wählervereinigung Bürger in Wut nachweisen, seit 2014 auch für Pegida oder einige Mitglieder der AfD: AfD-Mitbegründer Bernd Lucke stimmte dieser Einschätzung zu.

## Rezeption
Dem sogenannten „Wutbürger“ wurden in einigen Medien negative Eigenschaften zugeschrieben, zum Beispiel „renitent“, „egoistisch“ und „spießbürgerlich“. Resonanz fand die Neuprägung des Begriffs unter anderem in einem Artikel von Hannes Nussbaumer, der am 15. Oktober 2010 in der Schweizer Zeitung Tages-Anzeiger erschien. Nussbaumer schreibt darin ausdrücklich, der Begriff „Wutbürger“ sei vom „Spiegel“ kreiert worden. Nussbaumer schrieb, der Wutbürger sei vor allem „in Sorge um seine eigene Welt“ wie seinen Job, seine Familie etc. und seine Identifikation mit Staat und Gesellschaft sei eher gering. Er stehe politisch aber nicht automatisch rechts, sondern habe „keine starke ideologische oder parteipolitische Bindung“.
Adam Soboczynski dagegen bezeichnete in einer Besprechung über das Buch Der kommende Aufstand in der Zeit den Wutbürger als reaktionär, nicht konservativ, da „er insgeheim von einem glühenden Misstrauen gegenüber dem Parlamentarismus und demokratischen Institutionen geprägt ist, die Partizipation strukturieren“. Man wolle sich „nicht in den Niederungen der Parteien engagieren, sondern den Meinungsbildungsprozess in Volksabstimmungen abkürzen“, und man wolle keine Regierung mehr, „die auf diskrete Kommunikation angewiesen ist“, sondern feiere WikiLeaks. Minderheiten wie Migranten und Raucher sollen durch Bürgerbefragungen gegängelt werden, „solange der Staat sie unnötigerweise noch schützt“. Mathias Greffrath resümierte in seiner Kolumne Das Schlagloch in der taz, dass Soboczynski in seiner Verteidigung der „formalistischen Aspekte der Demokratie“ selbst formalistisch bliebe: „Die 15-jährige Vorgeschichte der Wut interessiert ihn ebenso wenig wie ihr Untergrund aus ökonomischen Umwälzungen und politischer Erosion.“
Das sei schade, denn „erst wenn die Kritik an der Wut mit einer am Verfall der politischen Institutionen verbunden wird“, würde „ein Schuh draus“.
Der Sozialpsychologe Harald Welzer nannte den Begriff in der taz bezüglich der Proteste gegen Stuttgart 21 „denunziatorisch formuliert“. Die Protestbewegung sei heterogen, „von der Rentnerin bis zum Schüler“. Es sei gar nicht klar, „was die im Einzelnen an gesellschaftlichen Visionen und Vorstellungen haben“. Dahinter verberge sich vielmehr „eine Reflexion darüber, was aus den Verkehrsformen unseres Parlamentarismus und unserer Gesellschaft geworden ist“. Matthias Horx warnte davor, die Proteste gegen Stuttgart 21 mit der Sarrazin-Debatte in einen Topf zu werfen. Bei Sarrazin würden „eher die alten, dumpfen Instinkte bedient, die wahrscheinlich hierzulande immer eine bestimmte Kundschaft finden werden“, während er die Demonstrationen generationenübergreifend sieht. Sie seien eher ein „sehr gemischter Protest, der darauf hinweist, dass Empörungskultur heute keine Ausnahme, sondern die Regel ist“. Gangolf Stocker, Sprecher des Aktionsbündnisses gegen Stuttgart 21, kritisierte die Wortschöpfung als „albern“: „Die Menschen, die gegen Stuttgart 21 demonstrieren, bestehen nicht nur aus Wut, sondern sie gehen für etwas, für die Alternative Kopfbahnhof 21, und für mehr Basisdemokratie auf die Straße.“
In einem Essay unter dem Titel Die Mutbürger erwiderte Barbara Supp im Spiegel die Thesen Kurbjuweits. So demonstrierten „keine Egoisten“, sondern Menschen mit Bürgersinn. Es sei ein „Segen für die Demokratie“ und das Phänomen nicht neu: Bereits vor hundert Jahren gab es das „Kulturmuster friedliche Straßendemonstration“ wie im „Kampf gegen das Dreiklassenwahlrecht in Preußen“. In der aktuellen Krise der repräsentativen Demokratie helfen nur „frühe Bürgerbeteiligung, Volksentscheide“. Verändert habe sich, „dass die Mitte der Gesellschaft mit mehr Misstrauen betrachtet, wie ihre Regierungen regieren“, und dass sie „über Ursachen, Risiken und Nebenwirkungen von Beschlüssen“ informiert werden wollen, da „sie den politischen Sprachformeln nicht trauen“. Das sei die Erkenntnis, die sich von Stuttgart aus verbreiten würde.
Der Philosoph Ralf Konersmann mahnte in einem Debattenbeitrag an, dass „Zorn und Groll“ über ‚die da oben‘ das politische Augenmaß nicht ersetzen könne: Im „wutbürgerlichen Weltbild“ herrsche eine klare Hierarchie zwischen denen oben und den „Gerechten hier unten, die nicht die Macht, dafür aber die Moral auf ihrer Seite wissen“. Er bezeichnete die „neue, postkritische Wut“ als „Fanatismus der Saturierten“. Sie sei „rechthaberisch, starrsinnig, selbstgerecht, hysterisch“. Als Kulturphänomen betrachtet, sei „die neue Renitenz“ aufschlussreich. Der französische Publizist Stéphane Hessel habe „auf die mentalen Verschiebungen, die sich so und ähnlich in ganz Westeuropa beobachten lassen, reagiert“. Hessel spricht von Empörung, und diese ‚Indignation‘ sei „etwas ganz anderes als die Renitenz der Wutbürger“: Der wichtigste Unterschied bestehe darin, „dass sich die Empörung nicht als persönliche Betroffenheit inszenieren muss. Sie ist frei, sie ist egalitär, sie bleibt offen für politisches Augenmaß und wählt ihre Anlässe selbst. Während die Wut immer nur um denjenigen kreist, der sich ihr hingibt, bleibt die Empörung an die Sache selbst gebunden und hat nichts zu fürchten – es sei denn die Lethargie. Die Empörung, und nicht die Wut, ist die legitime Erbin der Kritik.“
Der Politikwissenschaftler Franz Walter sagte anlässlich einer Studie des Göttinger Instituts für Demokratieforschung zur Zusammensetzung, zu Einstellungsmustern und zu den Orientierungen von Zugehörigen verschiedener Protestgruppen, dass der Begriff Wutbürgertum nur schwer zu definieren sei, „da seine Aktionsformen und Forderungen nur schwer überschaubar“ seien. Es gebe „zum einen Initiativen wie die Opposition gegen Stuttgart 21, die zum Motor für den Wahlerfolg der Grünen wurden“, dann wiederum Kampagnen gegen Windkraftanlagen, „die mit der Kernforderung der grünen Atomkraftgegner eher im Widerspruch stehen“. Gemeinsam sei lediglich, dass 70 Prozent aller an den Studien beteiligten Personen älter als 45 seien und dass 50 bis 60 Prozent von ihnen einen Universitätsabschluss hätten. Gegner des Flughafens Berlin Brandenburg und der Hochspannungsleitungen seien zudem über 90 Prozent zufrieden mit ihren materiellen Lebensumständen.
Bernd Lucke, Mitbegründer der Alternative für Deutschland, sagte bei seinem Austritt aus der AfD (Juli 2015): „Ich habe zu spät erkannt... in welchem Umfang Mitglieder in die Partei drängten, die die AfD zu einer Protest- und Wutbürgerpartei umgestalten wollen.“
In einem Interview mit dem Deutschlandfunk schlug der Soziologe Heinz Bude vor, den Begriff Wutbürger durch Hassbürger zu ersetzen; er sei dem „Verbitterungsmilieu“ zuzurechnen. Budes Anregung wurde von Journalisten zustimmend aufgegriffen. Kritiker sehen in dem Begriff den unzulässigen Versuch der Eliten, diejenigen Bürger, deren Ansichten von dem durch den politisch-medialen Mainstream für zulässig erachteten Meinungsspektrum abweichen, als psychisch Erkrankte zu pathologisieren und stigmatisieren, die psychologisch und medikamentös therapiebedürftig seien (Verbitterungsstörung), mit deren Meinungen man sich inhaltlich aber nicht ernsthaft auseinandersetzen wolle.

### „Wort des Jahres“ und Vorschlag zum „Unwort des Jahres“
Die Gesellschaft für deutsche Sprache (GfdS) begründete die Wahl zum „Wort des Jahres 2010“ damit, dass die Neubildung „von zahlreichen Zeitungen und Fernsehsendern“ verwendet wurde, „um einer Empörung in der Bevölkerung darüber Ausdruck zu geben, dass politische Entscheidungen über ihren Kopf hinweg getroffen werden“. Das Wort dokumentiere „ein großes Bedürfnis der Bürgerinnen und Bürger, über ihre Wahlentscheidung hinaus ein Mitspracherecht bei gesellschaftlich und politisch relevanten Projekten zu haben“.
Horst Dieter Schlosser, Germanist und Mitglied der Gesellschaft für deutsche Sprache sowie Initiator der sprachkritischen Aktion „Unwort des Jahres“, bezeichnete den Begriff Wutbürger als „diffamierend“; dieser impliziere, dass die Triebfeder seines Handelns nichts als Wut sei, was das Engagement des Bürgers abwerte. Schließlich handele der Bürger wohlüberlegt, wenn er für seine Rechte einstehe und nicht aus blinder Wut heraus. „Erbost“ über die Wahl zum Wort des Jahres, so Jassien Kelm in der Süddeutschen Zeitung, hatte er den Begriff als Unwort des Jahres vorgeschlagen.

### Schweiz: Karikatur des Jahres 2016
Die Karikatur Innenleben eines Wutbürgers von Marco Ratschiller wurde im Jahr 2016 zur Karikatur des Jahres gewählt. Die Grafik thematisiert unter anderem die Nähe zu Verschwörungstheorien und wurde von den Ausstellungsbesuchern der jährlichen Ausstellung „Gezeichnet“ im Museum für Kommunikation Bern gewählt.

### 2018 Pegida-Demonstration Dresden und der „Hutbürger“
Am 16. August 2018 kam es in Dresden zu einem Vorfall zwischen der Polizei und einem Reporterteam von Frontal 21 des Senders ZDF. Nachdem zwei Pegida-Demonstranten nacheinander zu Unrecht Strafanzeige wegen Verletzung der Persönlichkeitsrechte und Beleidigung gegen einen Kameramann des Senders erstattet hatten, wurden die Journalisten von der Polizei mindestens 45 Minuten kontrolliert und dadurch in ihrer Tätigkeit behindert. In Anspielung auf die Kopfbedeckung des Mannes im Video, einen Anglerhut in den deutschen Nationalfarben, sowie auf die Selbstbezeichnung von Pegida als „besorgte Bürger“ entstand in den sozialen Medien das Portemanteau „Hutbürger“. Der Begriff hat sich anschließend etabliert und wird beispielsweise im Kontext der am 14. Juni 2019 bekannt gewordenen Entschädigungsforderung Maik G.s gegen das ZDF, mithilfe seines Anwalts, des sächsischen AfD-Vize Maximilian Krah, in vielen Medien verwendet.